# Place Garéguine Njdeh (métro d'Erevan)
La station de métro Place Garéguine Njdeh (en arménien Գարեգին Նժդեհի Հրապարակ, Garegin Njdehi Hraparak) est le terminus de l'unique ligne du métro d'Erevan situé dans le district de Chengavit à Erevan.

## La station

### Situation
La station se trouve sous la place Garegin Njdeh, une place centrale du sud de la ville dans un quartier surtout résidentiel.

### Origine du nom
Vient de la place éponyme qui doit son nom au héros arménien Garéguine Njdeh.

### Histoire
Elle est ouverte le 1er janvier 1987.

## À proximité
- Place Garegin Njdeh